# Carcinome in situ
Pour les articles homonymes, voir CIS.
 Mise en garde médicale
Un carcinome in situ ou cancer in situ (CIS) est un carcinome qui est limité à l'épithélium. Ce stade précoce du cancer est caractérisé par une prolifération de cellules épithéliales cancéreuses ne franchissant pas la membrane basale. Le tissu conjonctif sous-jacent n'est pas touché et les métastases sont donc impossibles. Typiquement, le carcinome in situ évolue vers un carcinome invasif, c'est-à-dire qu'il peut franchir la membrane basale de l'épithélium. Toutefois, en principe il peut demeurer confiné plusieurs années, voire régresser spontanément.
Dans le cas du sein, la notion de carcinome in situ peut avoir une définition différente. En effet, si le carcinome canalaire in situ est considéré comme un cancer, ce n'est pas le cas pour le carcinome lobulaire in situ qui est plutôt considéré comme un facteur de risque de cancer infiltrant.